# Pondaungidae
Famille
Synonymes
- †Amphipithecidae Godinot, 1994 (préféré par BioLib)[1]

Les Pondaungidae sont une famille éteinte de singes qui vivaient exclusivement en Asie, depuis la fin de l'Éocène moyen jusqu'au début de l'Oligocène inférieur, d'environ 40 à 33 millions d'années. On a trouvé des fossiles de Pondaungidae au Myanmar, en Thaïlande, et au Pakistan. Un peu plus dérivés et plus grands en moyenne que les Eosimiidae, ils précèderaient toutefois la subdivision entre Platyrrhiniens et Catarrhiniens, quoique cette question soit encore très discutée par les chercheurs. La famille des Pondaungidae contribue à donner une origine asiatique aux singes, dont d'autres familles légèrement plus récentes se développeront en Afrique à partir de 39 millions d'années. Le nom de cette famille est formé sur celui du Pondaung, une région du Myanmar. Les Amphipithecidae sont un synonyme des Pondaungidae.

## Systématique
La famille des Pondaungida a été créée en 1994 par les paléoanthropologues américains Russell L. Ciochon (d) et Patricia A. Holroyd (d).

## Historique
Quand le chercheur de fossiles Barnum Brown prospecta la région du Pondaung, au Myanmar, en 1923, il découvrit une mandibule avec trois dents, mais ne perçut pas l'importance de sa trouvaille. En 1937, Edwin Harris Colbert identifia le fossile comme une nouvelle espèce de singe, Amphipithecus mogaungensis, mais les méthodes de datation modernes n'étaient alors pas encore connues. On s'aperçut dans les années 1990 qu'il s'agissait du plus ancien fossile de singe connu au monde à cette date, dépassant de 3 millions d'années les plus anciens singes fossiles du Fayoum, en Égypte. La formation de Pondaung est en effet datée de 40 Ma.
En 2005 fut publiée la découverte de douzaines de fossiles de primates jusqu'alors inconnus, dans les collines Bugti, au Pakistan. On identifia, sur la base de ces fossiles constitués principalement de dents isolées, trois nouvelles espèces, dont Bugtipithecus inexpectans, remontant au début de l'Oligocène, il y a environ 33 Ma (les deux autres espèces étaient des Eosimiidae).
En 2009 fut publiée la découverte de Ganlea megacanina, une espèce remontant à la fin de l'Éocène moyen, dans la formation de Pondaung, au Myanmar.
Le site de Krabi, en Thaïlande, a livré les genres Siamopithecus en 1997 et Krabia en 2013. La formation de Krabi est datée de 34 Ma.
Ducrocq et al. créèrent en 2000 la famille des Amphipithecidae alors que Ciochon & Holroyd avaient déjà défini en 1994 la famille des Pondaungidae. On a reconnu dans les années 2010 que ces deux familles étaient en fait identiques, et la dénomination antérieure tend désormais à prévaloir, conformément aux règles taxonomiques d'antériorité. 

## Description
Les vestiges fossiles, quoique le plus souvent limités à des mandibules et des dents isolées, avec très peu d'éléments postcrâniens, laissent entrevoir des formes quadrupèdes et arboricoles, mais sans la capacité de sauter de branche en branche que l'on verra apparaitre plus tard chez des singes plus dérivés.
Les hautes mandibules et les molaires avec des couronnes larges et basses rattachent ces genres fossiles à l'infra-ordre des Simiiformes (les singes), mais dans une position souvent estimée basale par rapport aux deux groupes actuels que sont les Catarrhiniens et les Platyrrhiniens,. La réelle position plylogénétique des Pondaungidae demeure cependant très discutée par les spécialistes.

## Classification phylogénétique
Phylogénie des infra-ordres actuels de primates, d'après Perelman et al. (2011) :
|  | Simiiformes (singes)    |
|  |                         |
|  | Tarsiiformes (tarsiers) |
|  |                         |

|  | Lorisiformes (loris, galagos…)                                                          |
|  |                                                                                         |
|  | \| \| Chiromyiformes (l'aye-aye) \| \| \| \| \| \| Lemuriformes (lémuriens) \| \| \| \| |
|  |                                                                                         |
|  | Chiromyiformes (l'aye-aye)                                                              |
|  |                                                                                         |
|  | Lemuriformes (lémuriens)                                                                |
|  |                                                                                         |

|  | Chiromyiformes (l'aye-aye) |
|  |                            |
|  | Lemuriformes (lémuriens)   |
|  |                            |

|  | Simiiformes (singes)    |
|  |                         |
|  | Tarsiiformes (tarsiers) |
|  |                         |

|  | Lorisiformes (loris, galagos…)                                                          |
|  |                                                                                         |
|  | \| \| Chiromyiformes (l'aye-aye) \| \| \| \| \| \| Lemuriformes (lémuriens) \| \| \| \| |
|  |                                                                                         |
|  | Chiromyiformes (l'aye-aye)                                                              |
|  |                                                                                         |
|  | Lemuriformes (lémuriens)                                                                |
|  |                                                                                         |

|  | Chiromyiformes (l'aye-aye) |
|  |                            |
|  | Lemuriformes (lémuriens)   |
|  |                            |

## Les différentes espèces

### Liste
Les genres et espèces de Pondaungidae sont regroupés en deux tribus :
- † Tribu des Pondaungini, Ciochon & Holroyd, 1994
  - † Pondaungia, Pilgrim, 1927, Myanmar, 40 Ma
    - † Pondaungia cotteri, Pilgrim, 1927
    - † Pondaungia mogaungensis, Colbert, 1937
    - † Pondaungia savagei, Gunnell et al., 2002

  - † Myanmarpithecus, Takaï et al., 2001, Myanmar
    - † Myanmarpithecus yarshensis, Takaï et al., 2001

  - † Ganlea, Beard et al., 2009, Myanmar, 40 Ma
    - † Ganlea megacanina, Beard et al., 2009

  - † Krabia, Chaimanee et al., 2013, Thaïlande, 34 Ma
    - † Krabia minuta, Chaimanee et al., 2013
- † Tribu des Siamopithicini, Gunnell et al., 2002
  - † Siamopithecus, Chaimanee et al., 1997, Thaïlande, 34 Ma
    - † Siamopithecus eocaenus, Chaimanee et al., 1997

Le statut du genre Bugtipithecus est aujourd'hui discuté. Il pourrait appartenir à une famille distincte, non encore dénommée :
- † Bugtipithecus, Marivaux et al., 2005, Pakistan, 33 Ma
  - † Bugtipithecus inexpectans, Marivaux et al., 2005

Le genre Amphipithecus (Colbert, 1937) est aujourd'hui considéré comme un synonyme de Pondaungia,.

### Description
Les différents genres de la famille des Pondaungidae ont des tailles estimées très variables, entre 6 et 8 kg pour Siamopithecus et entre 4 et 7 kg pour Pondaungia, tandis que Myanmarpithecus fait entre 1 et 2 kg, Krabia 200 g, et Bugtipithecus seulement 130 g, ces deux dernières tailles se situant par ailleurs dans la gamme des Eosimiidae connus. Les chercheurs supposent que les espèces les plus grandes, avec leurs dents adaptées, pouvaient manger des graines et des fruits à coque, tandis que les plus petites devaient se contenter de fruits plus tendres,. Siamopithecus serait le genre le plus basal de la famille des Pondaungidae.
Ganlea, d'une taille estimée à 2,4 g, montre une robuste denture comprenant une grande canine inférieure, mais de petites incisives, ce qui semble adapté à une alimentation de graines ou de fruits durs.

## Publication originale
- (en) Russell L. Ciochon et Patricia A. Holroyd, « The Asian Origin of Anthropoidea Revisited », dans Fleagle, J.G., Kay, R.F. (eds), Anthropoid Origins. Advances in Primatology, Boston, Springer, 1994 (DOI 10.1007/978-1-4757-9197-6_6), p. 143-162.